# Eleccions legislatives d'Israel de 1949

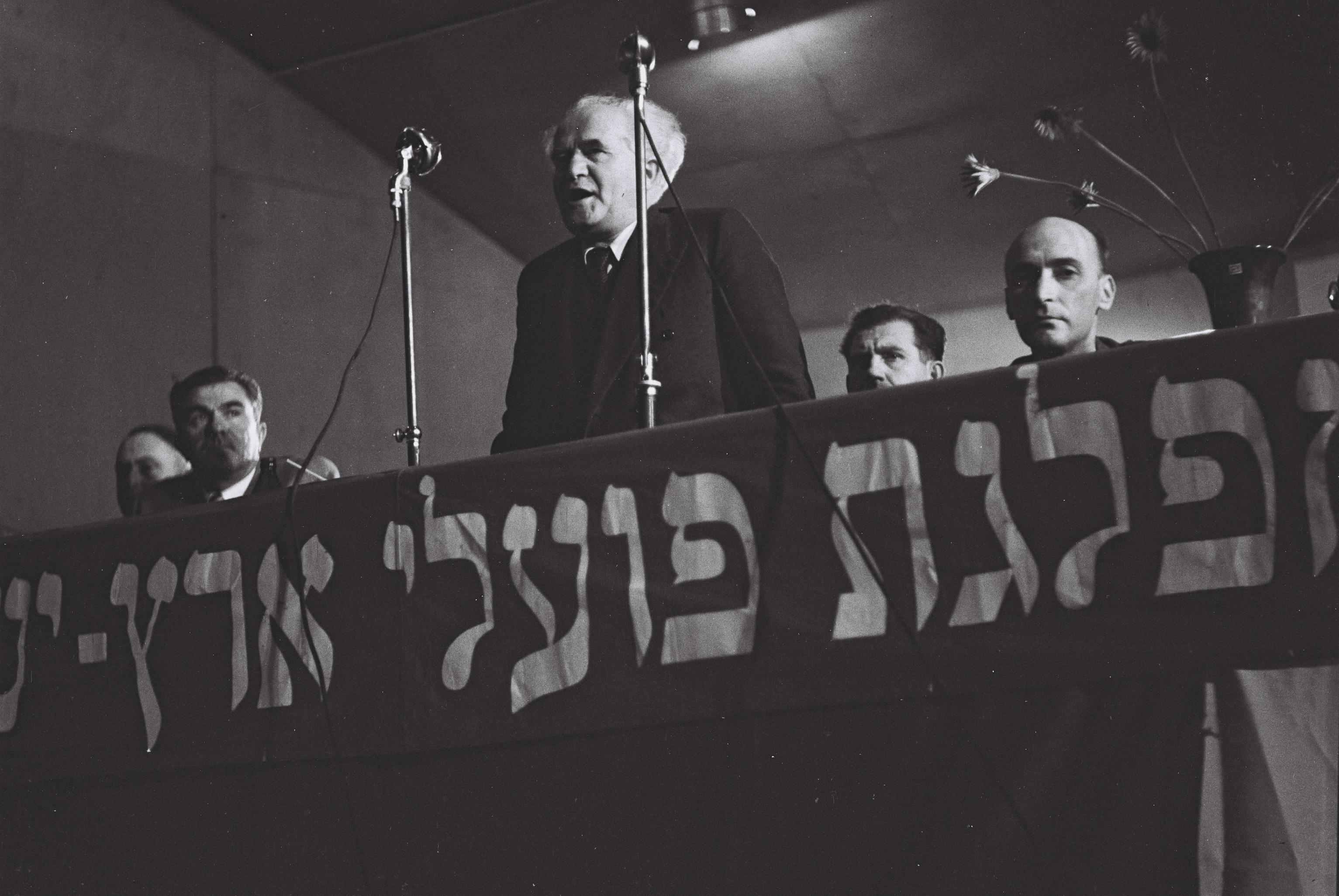
Ben-Gurion fent propaganda per Mapai abans de les eleccions

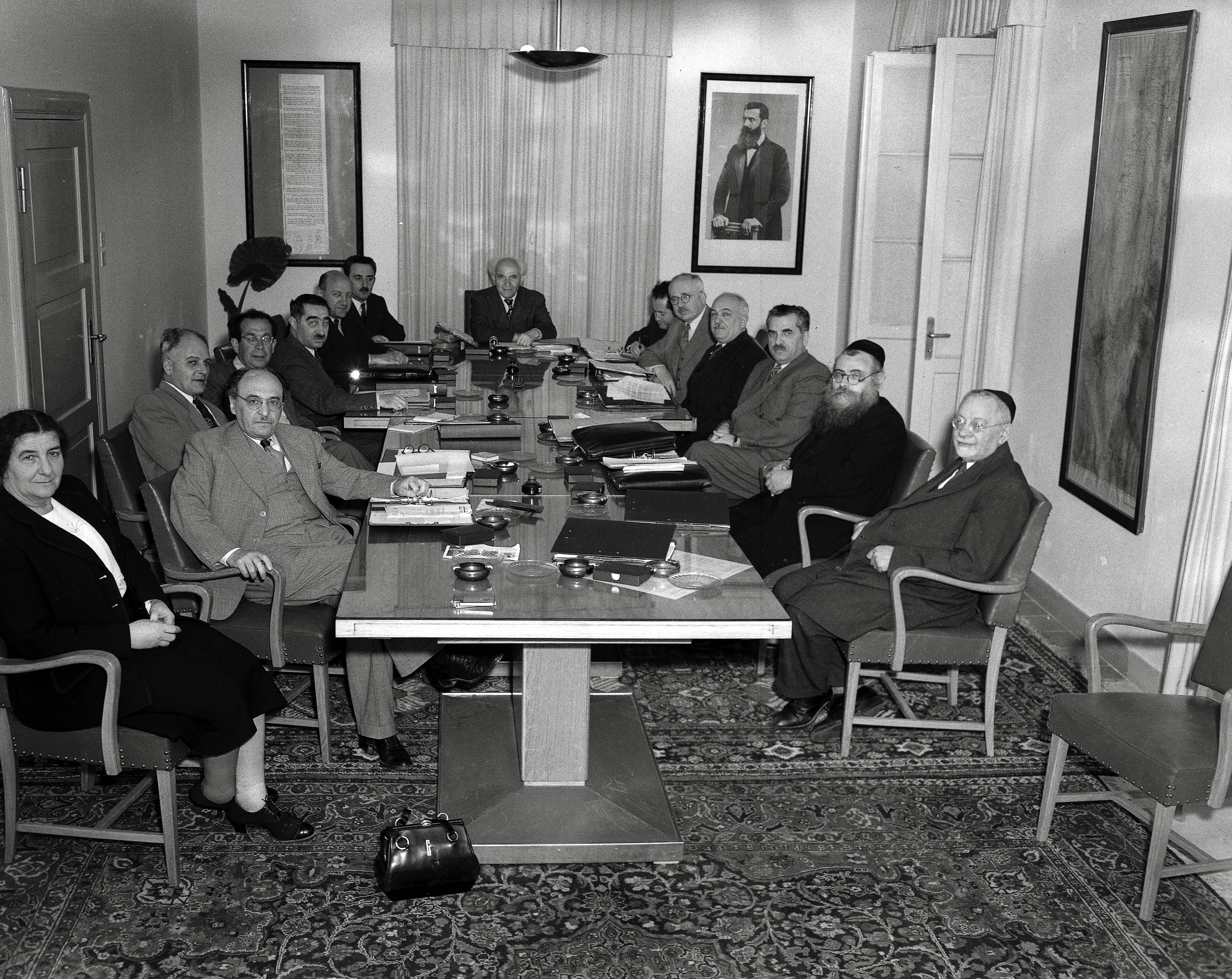
Reunió del primer govern d'Israel el primer de maig de 1949

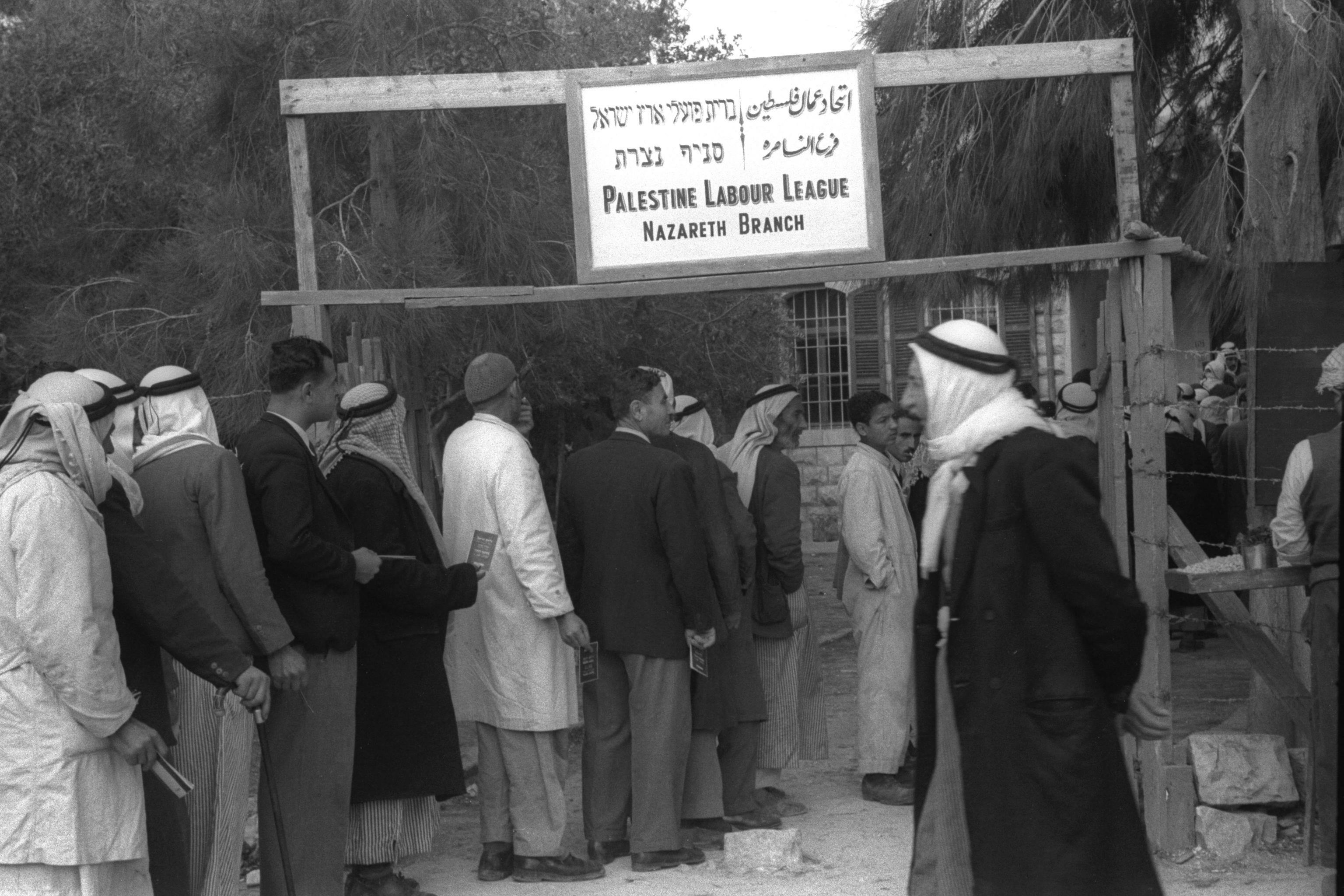
Cua per a votar a Natzaret

Les eleccions legislatives d'Israel de 1949 foren les primeres que se celebraren un cop proclamada la independència de l'Estat d'Israel. Se celebraren el 25 de gener de 1949 per a escollir per primer cop els 120 membres de la Kenésset. El Mapai fou el partit més votat i David Ben-Gurion fou nomenat primer ministre d'Israel en un govern de coalició amb el Front Unit Religiós, el Partit Progressista, Comunitats Sefardita i Oriental i la Llista Democràtica de Natzaret. Es caracteritzà per la seva inestabilitat i el 1951 es convocaren noves eleccions.

## Resultats
|                                |                                         |         |       |        |        |
| Eleccions a la Kenésset, 1949→ |                                         |         |       |        |        |
|                                | Candidatura                             | Vots    | %     | Escons | Escons |
| 1949                           | Candidatura                             | Vots    | %     | Dif.   |        |
|                                | Mapai                                   | 155.274 | 35,7% | 46     | -      |
|                                | Mapam                                   | 64.018  | 14,7% | 19     | -      |
|                                | Front Unit Religiós                     | 52.982  | 12,2% | 16     | -      |
|                                | Herut                                   | 49.782  | 11,5% | 14     | -      |
|                                | Sionistes Generals                      | 22.661  | 5,2%  | 7      | -      |
|                                | Partit Progressista                     | 17.787  | 4,1%  | 5      | -      |
|                                | Comunitats Sefardita i Oriental         | 15.287  | 3,5%  | 4      | -      |
|                                | Partit Comunista Israelià               | 15.148  | 3,5%  | 4      | -      |
|                                | Llista Democràtica de Natzaret          | 7.387   | 1,7%  | 2      | -      |
|                                | Llista dels Combatents                  | 5.363   | 1,2%  | 1      | -      |
|                                | Organització Mundial de Dones Sionistes | 5.173   | 1,2%  | 1      | -      |
|                                | Associació Iemenita                     | 4.399   | 1,0%  | 1      | -      |
|                                |                                         |         |       |        |        |
|                                | Bloc dels Treballadors                  | 3.214   | 0,7%  | -      | -      |
|                                | Ha-Tsohar                               | 2.982   | 0,7%  | -      | -      |
|                                | Llista Ultraortodoxa                    | 2.835   | 0,7%  | -      | -      |
|                                | Bloc Àrab Popular                       | 2.812   | 0,6%  | -      | -      |
|                                | Altres partits                          | 7.671   | 1,8%  | -      | -      |
|                                | Vots nuls i blancs                      | 5.411   | -     | -      | -      |
|                                | Total (participació 85,8%)              | 434.684 | 100%  | 120    | -      |